# هایکاز ناواساردیان
هایکاز ساریبکی ناواساردیان (ارمنی: Հայկազ Սարիբեկի Նավասարդյան؛ زادهٔ ۱۰ ژانویهٔ ۱۹۵۷) مدیر عامل اجرایی، استاد دانشگاه، برنامه‌نویس و ریاضی‌دان اهل ارمنستان است.

## زندگی‌نامه
وی در ۱۰ ژانویه ۱۹۵۷ در تساغکاشن به دنیا آمد و از دانشگاه دولتی ایروان فارغ‌التحصیل گشت. وی برنده جوایزی همچون مدال موسس خورناتسی (۲۰۰۵) و آموزگار شایسته جمهوری ارمنستان است.